# Cursos de Verano de Darmstadt
Los Cursos de Verano de Darmstadt (en alemán: Darmstädter Ferienkurse o Internationale Ferienkurse für Neue Musik, literalmente Cursos Internacionales de Verano de Música Contemporánea) fueron fundados en 1946 por Wolfgang Steinecke y Wolfgang Fortner en la ciudad alemana de Darmstadt, siendo tan influyentes en el mundo de la composición contemporánea que han dado lugar a la llamada Escuela de Darmstadt. Hasta 1970 se celebraron anualmente y, tras esa fecha, bienalmente. Los cursos y sus conciertos son uno de los eventos musicales más prestigiosos de Europa: se caracterizan por conjugar la enseñanza de técnicas compositivas contemporáneas y la interpretación de obras nuevas. Tras la muerte de Steinecke en 1961, la dirección de los cursos estuvo a cargo de Ernst Thomas (1962–81), Friedrich Hommel (1981–94) y Solf Schaefer (1995–). Gracias a estos cursos, la ciudad de Darmstadt es hoy uno de los centros más importantes de música contemporánea, y particularmente sirve de referencia para los compositores alemanes.
Entre las personalidades que han participado en esos cursos figuran: Younghi Pagh-Paan, Isabel Mundry, Olga Newirth, Chaya Czernowin, Kaija Saariaho, Misato Mochizuki, Rebecca Saunders, Jennifer Walshe, Malin Bång, Liza Lim, Theodor Adorno, Milton Babbitt, Luciano Berio, Pierre Boulez, John Cage, Christoph Caskel, Morton Feldman, Wolfgang Fortner, Severino Gazzelloni, Alois Hába, Hermann Heiss, Hans Werner Henze, Lejaren Hiller, Rudolf Kolisch, Aloys Kontarsky, Ernst Krenek, René Leibowitz, György Ligeti, Bruno Maderna, Myriam Marbe, Olivier Messiaen, Luigi Nono, Luis de Pablo, Siegfried Palm, Wolfgang Rihm, Hermann Scherchen, Peter Stadlen, Eduard Steuermann, Leonard Stein, Luna Alcalay, Karlheinz Stockhausen, Claude Vivier, Hans Heinz Stuckenschmidt, David Tudor, Edgard Varèse, Friedrich Wildgans, y Iannis Xenakis.

## La Escuela de Darmstadt
Al principio, el rumbo de los cursos estuvo marcado por su propia financiación (ya que provenía de los departamentos de Estado y Defensa de Estados Unidos, cuya intención era, tal y como menciona Taruskin, la de difundir los valores políticos y culturales estadounidenses como parte de la labor conjunta de los Aliados para reeducar a la población alemana y facilitar la instauración de instituciones democráticas). Fue en la década de los años 50 cuando compositores como Bruno Maderna, Pierre Boulez y Karlheinz Stockhausen emergieron como las figuras predominantes de estos cursos. 
Aunque en primer lugar el serialismo integral fuese la corriente compositiva predominante (cuya influencia y desarrollo se debe a Oliver Messiaen y su pieza para piano Mode de valeurs et d'intensités), fue la llegada de John Cage la que marcó un antes y después en Darmstadt. Como consecuencia, se empezaron a introducir en Europa conceptos previamente poco explorados como la aleatoriedad. A pesar de que esta innovación generó controversia y descontento entre algunos participantes de los cursos, también estimuló un ambiente de cambio y adaptación en la composición musical. Asimismo, aunque es cierto que Boulez es conocido por su faceta de enfant terrible debido a sus escritos provocativos, él mismo admitió los límites del Serialismo Integral, y más tarde, en su Sonata para piano nº3, incorporó elementos indeterminados. 
A finales de los años 50 y principios de los 60 se impusieron en los cursos las estrictas ideas de Pierre Boulez sobre la estética musical de vanguardia, rechazándose cualquier tendencia diferente. En palabras de Kurt Honolka, esto convirtió a los músicos de Darmstadt en una "secta". La expresión Escuela de Darmstadt (empleada por primera vez por Luigi Nono en 1957) hizo fortuna para describir la música serial que comenzaron a escribir este compositor y otros como Boulez, Maderna, Stockhausen, Berio y Henri Pousseur. Para los críticos con los planteamientos estéticos de los cursos de Darmstadt, el término Escuela de Darmstadt tiene un carácter peyorativo para aludir a una música de carácter meramente cerebral y mecánico.

## Kranichstein Music Award (Composición)
Al final de los Cursos se entregan premios en las categorías de Composición e Interpretación instrumental.
| Año  | Premiado              | País           |
| ---- | --------------------- | -------------- |
| 1972 | Gillian Bibby         | Nueva Zelanda  |
|      | Helmut Cromm          | Alemania       |
|      | Martin Gellhorn       | Reino Unido    |
| 1974 | Moya Henderson        | Australia      |
|      | Johannes Göbel        | Alemania       |
|      | Marc Monnet           | Francia        |
|      | Detlev Mller-Siemens                      |                |
|      | Alvin Singleton       |                |
| 1976 | Ulrich Stranz         | Alemania       |
| 1978 | Wolfgang Rihm         | Alemania       |
| 1980 | Klarenz Barlow        | India          |
|      | Hans-Karsten Raecke   | Alemania       |
| 1982 | James Dillon          | Reino Unido    |
|      | Robert HP Platz       | Alemania       |
| 1984 | Chris Dench           | Reino Unido    |
|      | Calin Ioachimescu     | Rumania        |
|      | Bernardo Kuczer       | Argentina      |
| 1986 | Richard Barrett       | Reino Unido    |
|      | Mario Garuti          | Italia         |
|      | Bunita Marcus         | Estados Unidos |
|      | Alessandro Melchiorre | Italia         |
|      | Kaija Saariaho        | Finlandia      |
| 1988 | Klaus K. Hübler                      | Alemania       |
| 1990 | Joël-François Durand  | Francia        |
|      | Luca Francesconi      | Italia         |
|      | Roger Redgate         | Reino Unido    |
|      | Rodney Sharman        | Canadá         |

| Año  | Premiado                 | País           |
| ---- | ------------------------ | -------------- |
| 1992 | Ignacio Baca-Lobera      | México         |
|      | James Clarke             | Reino Unido    |
|      | Frank Cox                | Estados Unidos |
|      | Chaya Czernowin          | Israel         |
|      | Eric Tanguy              | Francia        |
| 1994 | no hubo                  | -              |
| 1996 | Marc André               | Francia        |
|      | Gerald Eckert (n. 1960)  | Alemania       |
|      | Motoharu Kawashima       | Japón          |
|      | Isabel Mundry (n. 1963)  | Alemania       |
| 1998 | Mark Osborn              | Estados Unidos |
| 2000 | Valerio Sannicandro      | Italia         |
|      | Sebastian Claren         | Alemania       |
|      | Jennifer Walshe          | Irlanda        |
| 2002 | Nam-Kuk Kim              | Corea del Sur  |
|      | Martin Schttler                         | Alemania       |
|      | Seth Wrightington        | Estados Unidos |
| 2004 | Hans Thomalla            | Alemania       |
| 2006 | Tatjana Kozlova          | Estonia        |
|      | Robin Hoffmann (n. 1970) | Alemania       |

## Discografía
- La casa discográfica Col legno ha publicado fondos escogidos del archivo del Festival.